# Jamides fractilinea
Jamides fractilinea är en fjärilsart som beskrevs av Tite 1960. Jamides fractilinea ingår i släktet Jamides och familjen juvelvingar. Inga underarter finns listade i Catalogue of Life.

## Bildgalleri

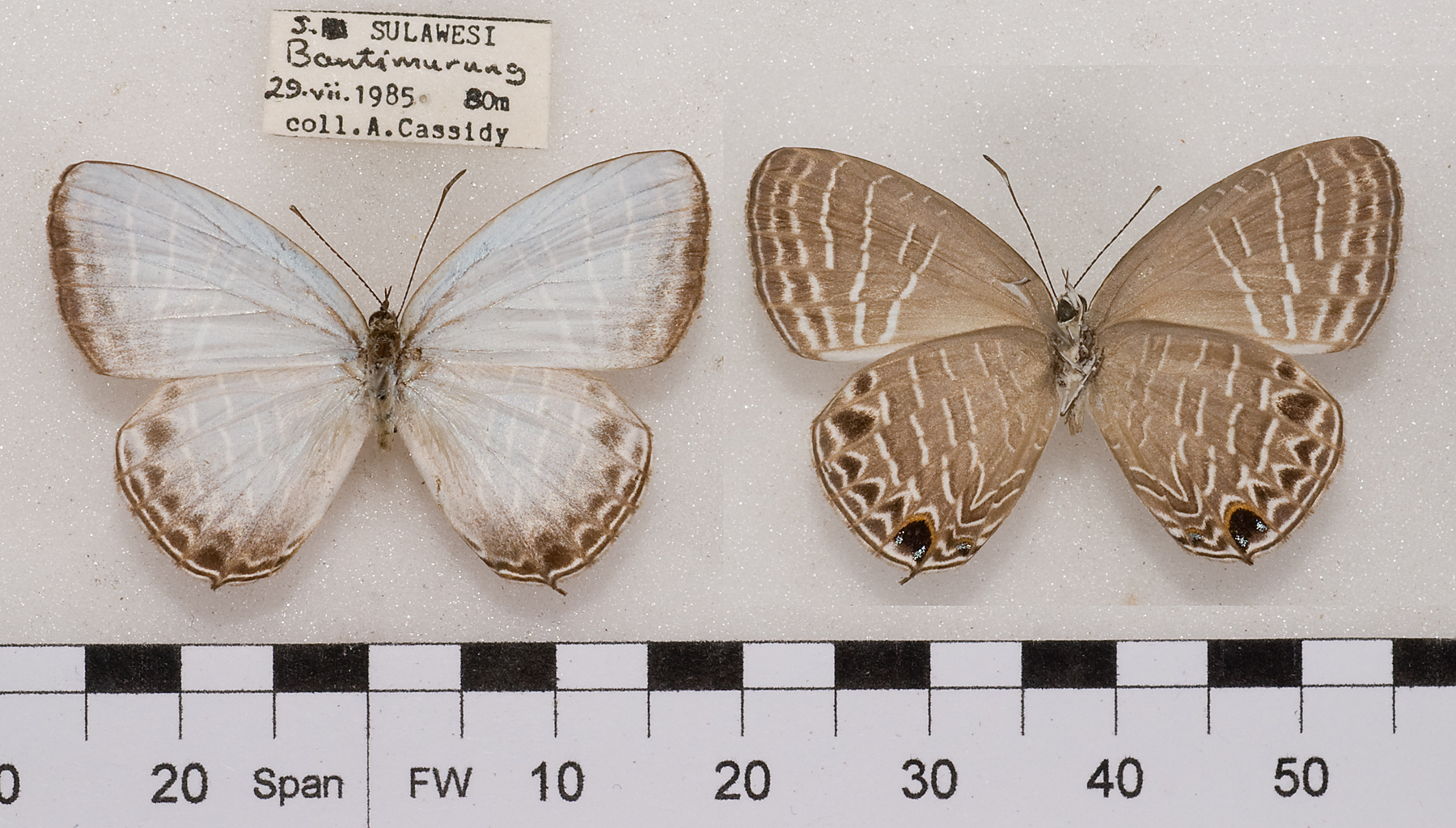